# توم أدير
توم أدير (بالإنجليزية: Tom Adair)‏ هو كاتب أغاني وملحن وكاتب سيناريو وشاعر أمريكي، ولد في 15 يونيو 1913 في نيوتن في الولايات المتحدة، وتوفي في 24 مايو 1988 في هونولولو في الولايات المتحدة بسبب إصابة كليلة.

## وصلات خارجية
- توم أدير على موقع IMDb (الإنجليزية)
- توم أدير على موقع ميوزك برينز (الإنجليزية)
- توم أدير على موقع تيرنر كلاسيك موفيز (الإنجليزية)
- توم أدير على موقع أول موفي (الإنجليزية)
- توم أدير على موقع قاعدة بيانات برودواي على الإنترنت (الإنجليزية)
- توم أدير على موقع أول ميوزيك (الإنجليزية)
- توم أدير على موقع ديسكوغز (الإنجليزية)
- توم أدير على موقع قاعدة بيانات الفيلم (الإنجليزية)